# ちかいの魔球
ちかいの魔球（ちかいのまきゅう）は、原作：福本和也、作画：ちばてつやによる日本の漫画。『週刊少年マガジン』（講談社）において、1961年1号から1962年52号まで連載された。

## あらすじ
魔球をひっさげて大活躍の富士高校のエース・二宮光。地区予選の決勝でライバルの中村率いるチームを激戦の上に破るも、中村の謀略で出場辞退に追い込まれる。失意の二宮のもとを訪れたのが、巨人軍監督に就任したばかりの川上哲治と、若き主軸打者・長嶋茂雄。二宮は長嶋と対戦し、三振に仕留める。
その後、巨人入団を決意して川上らと帰宅した二宮のもとに他球団のスカウト達が押しかけていた。当惑する二宮に、叔父は「契約金の一番高かったところに行け。」と命じ、入札となる。川上の応札価格は二百万円。怒る叔父に川上は「二宮の実力を正当に評価した結果だ。」と反論、叔父は退去を命じる。最高価格だった中日に落札しかけるも、従妹・雪子の機転で二宮は川上らのタクシーを追いかける。
巨人のキャンプに参加した二宮は、川上監督や別所毅彦投手コーチらの指導の下、順調にプロの水に慣れていく。その後、日本一に輝いた大洋ホエールズに新人・ヘンリー中川が入団。その俊足ぶりに巨人勢は脅威を感じる。ある夜、二宮はそのヘンリー中川に呼び出され、事前に偵察することについて卑怯者呼ばわりされる。
開幕も近いある日、多摩川グラウンド近くの寿司屋で長嶋と食事をしていた二宮と相棒の久保は、花売り娘に身をやつしていた雪子と再会。追いかけるも逃げられる。
昭和36年度のペナントレースが開幕。巨人は中日と対戦し、二宮は見事開幕投手に指名される。そのことを知らない二宮は、ベンチの騒ぎをよそに球場内の食堂で雪子と会っていた。慌てて駆けつけた久保から先発を告げられ、急遽マウンドに上がった二宮はいきなり先頭の中、井上、与那嶺を塁に出してピンチを迎えるが、4番の森徹、5番の江藤慎一を抑え、ピンチを切り抜ける。
プロ入り初打席、バントのサインが出ていたが、二宮は絶好球と思って強打、本塁打を放つ。しかし、ベンチの態度は冷たく、川上は降板、罰金を命じる。しかし「理由がわからない!」と二宮は登板、ピンチを内野の好プレーで救って貰い、チームプレーの大切さを知る。
その後、二宮はヘンリー中川と対戦。一度は敗れるが、その悔しさをばねに打ち取る。
その年のオールスターに選ばれた二宮は、何気なくベンチで発した一言が登板していた国鉄・北川芳男の逆鱗に触れ、そんなに言うなら投げてみろと言われる。全セの三原監督は北川をたしなめつつも二宮に登板を命じ、動揺したまま登板した二宮は7番の仰木彬、8番の野村克也に連続四球の後、豊田泰光に痛打される。しかし、雪子が書いた「母親が見に来ている」と偽りのメモを見た二宮は奮起、魔球を連発して張本、山内、中西のクリーンアップを連続三振。しかし、魔球の投げすぎで肩を傷めてそのまま入院する。
見舞いに来た相川は、調子に乗りすぎたこと、捕手のサインを無視したことを厳しく叱責。それがきっかけで雪子の嘘がばれ、二宮は病室を飛び出て何故か川上監督の家へ。川上夫人の配慮で二宮は一時帰省を許される。
戦列復帰した阪神戦で、二宮はその試合が相川の引退試合であることを知り、先発を志願。川上のふと発した一言で誤解し、反抗的な態度に終始するが、ピッチングは冴え渡りパーフェクトに抑える。しかし、肩の異常を見抜いた川上は降板を命じ、拒む二宮を殴り倒して解雇を宣言するが、二宮はこの試合だけはと続投。8回に6番、並木と対戦。藤本監督の野次で動揺した上に、その野次に興奮した久保が退場処分を受けたことに逆上した二宮は死球を与えてしまう。
試合終了後、並木に謝罪して阪神ナインと和解した二宮はその足で送別会に駆けつけ、川上監督と話し合って誤解を解き、素直な気持ちで久保と共に二軍に行く。そこで相川のコーチを受けながら基礎を叩きなおすが、その渦中にひとつのボールが3つに分かれるという新魔球が生まれる。程なく一軍に復帰した二宮は巨人のセリーグ制覇に貢献。日本シリーズでも南海を相手に快投し、宮本敏雄と共に最高殊勲選手に選ばれる。
翌春、キャンプインを前に二宮はシリーズの賞品・トヨペットクラウンを駆り、久保と共に大阪に向かった。川上の命を帯び、大阪に住む天才少年、大田原一郎の入団を勧誘するためである。大田原は「新魔球との対決」を条件に出し、二宮は快諾する。しかし、既に阪神入団が決まっていた大田原にとって、これは勝負ではなく球筋の見極めが目的であった。
怒りと失意の二人に「釜が崎に怪物有り」という情報が入る。釜が崎では久保が少女に財布をすられ、追いかけるうちにそこで寿楽寺陣内と出会う。財布を掏ったのは、寿楽寺の妹、ミサであった。捕球できるキャッチャーがいないほどの剛球を投げ、それが故にゴロでないと捕球できない寿楽寺を説得。巨人入団を承諾させる。
キャンプ地に向かう急行列車の食堂車で、ふと二人が目を離した隙にある男が「サインを下さい」と言い寄る。しかし、サインをしたのは中日への入団契約書であった。しかし、陣内の「来る日も来る日も投げ続けた、尊敬する投手（権藤博）」希望、中日の濃人渉監督の「その男は詐欺師であり、中日とは関係ない。陣内君は巨人に入団すべき」という潔い態度から、寿楽寺陣内は中日に入団する。
そのことを誤解したミサが中日とのオープン戦に現れ、大暴れする。その試合、久保は不調だった投手の柴田勲をブルペンに誘い、綿を抜いたミットでボールを受けて自信を持たせるが、そのおかげで手を傷めて一軍登録を外れてしまう。その怪我は捕手生命にかかわるほどの重症だった。後に相川の指導で見事に回復する。その夜、ミサが合宿所に現れて再び悶着を起こすが、ミサを二宮の彼女と勘違いした川上の計らいで暫く合宿所で暮らすことになる。
そのミサが大阪に戻る前の夜、宮野と言ううさんくさい男がナイフを片手に「中日のある選手に打たせろ」と脅す。その選手は、投手から捕手に転向した寿楽寺であった。二宮は脅しにめげず真剣勝負を挑むが、焦って投げたシュートを打たれる。試合後、食事中に宮野が口を滑らせたことで二宮がわざと打たせたと誤解した寿楽寺は逆上、合宿所で二宮と乱闘になりかけるが、氷解する。
ある日の阪神戦を前に、二宮は戦列離脱中の久保から電話を受ける。内容は「大田原には新魔球を投げるな!」というものだった。理解できずにいた二宮の前にぼろぼろになった大田原が現れ、「僕が新魔球をバットに当てられるかどうか、久保と賭けをした。賭けたのはお互いの背番号だ。もし勝負を避けたら、久保は頭を丸めて故郷に帰ることになっている。」と語った。
第2打席、大田原は新魔球を打つ。セカンドゴロに倒れたが、二宮は14番の背番号を大田原に渡して帰郷する。
故郷では家に入れてもらえず流浪していたが、ある日「すごい球を投げる老人投手がいる」と聞きつけ、必死に弟子入りを懇願する。そしてマスターしたのが「第3の魔球」であった。ただし、その魔球は「絶対に1試合3球以上は投げてはいけない!」というほど投手にとって危険なものだった。
別所コーチが退団し巨人軍も低迷する中、二宮はチームに復帰する。甲子園で阪神戦に復帰した二宮は、大田原を打ち取って背番号を取り戻したばかりか、またもパーフェクトピッチングを展開する。9回裏、代打の切り札・遠井吾郎と相対した二宮は、散々粘られた挙句ついに禁を破って4球目の「第3の魔球」を投げ、三振に打ち取って完全試合を達成する。しかし、その反動で二宮は肩に致命傷を負っていた。
この年、優勝はおろか4位に低迷したジャイアンツ。最終戦となった大洋戦に出発する前、久保は二宮の異変に気付く。しかし、異常をひたすら隠そうとする二宮。その理由は、故郷にいる母が白血病に冒され、二宮の活躍をテレビで見ることだけが生き甲斐である状態だという、実家の番頭からの手紙であった。それを知った久保は葛藤に苦しむ。
試合前、ファンのためにも最終戦は見事に飾ろうという川上監督の話にナインは発奮する。その先発に選ばれた二宮は力投を重ね、ヘンリー中川をはじめ大洋打線を打ち取るが、遂に力尽きて倒れ、病院に担ぎ込まれる。病院で川上ら関係者は、医師から二宮が投手として再起不能であることを告げられる。そして、医師は「来日中のデトロイト・タイガース戦に先発させて、最後を飾らせてあげたら」と提案する。
心を鬼にした長島の説得に発奮した二宮は全日本チームの先発として登板、スタンドから川上監督と雪子に付き添われた母の見守る中、ライバルのヘンリーや大田原などをバックに力投、タイガースを完封する。試合後、長島はじめ全日本のメンバーに、自分が再起不能であることを知っていることを告げ、惜別の挨拶をする。辞表を長島に託して後を追った久保から母がスタンドにいることを教えられた二宮は、母と涙の対面を果たすのであった。

## 登場人物
二宮光
主人公。静岡県浜松市出身。旅館の一人息子。優等生だが精神的にもろい一面あり。事情があって母親と別居してクリーニング店を営む叔父の家に寄宿。瞬間空中で止まるという魔球を引っさげ、富士高校のエースとして甲子園出場を果たすも、ライバルの中村の謀略に巻き込まれて甲子園出場を絶たれる。その後、川上、長嶋の勧誘により中退。
昭和36年に巨人軍入団。その年オールスターゲーム出場を果たす。相川捕手の引退試合となった阪神戦であわや完全試合の快投を演じたが、野次に負けて並木輝男に死球を与えてしまう。その試合で肩の故障を見抜いて降板を命じた川上に背き、ビンタを食らう。その後肩の故障のために一時二軍に落ちるも、その間にボールが4つに分かれるという新魔球を編み出して復帰。その年の日本シリーズでは宮本敏雄と共にMVP。
翌年は阪神の大田原、中日の寿楽寺陣内などのライバルを相手に活躍する。久保と大田原の賭けのため、背番号を失って戦列離脱。その間に謎の老人の指導を受けて第三の魔球「消える魔球」を編み出す。しかし阪神相手に完全試合を達成するも、一試合に三球までと決められた言いつけを破った為に肩を負傷。その後、母親が白血病で倒れたと知り、次の大洋戦は久保の必死の制止を振り切り、不調を押して登板。桑田武相手の初球に倒れて入院。診断は再起不能。心を鬼にした長嶋の説得で全日本の先発として日米野球に出場。大リーガー相手に完封勝利して最後の登板を飾り、その場で引退。母と再会を果たす。引退後は富士高校の監督に就任。
久保田吾作
二宮とバッテリーを組む一発長打型の捕手。おっちょこちょいで短気だが好人物。キャンプに参加してテストを受け、エース藤田元司より本塁打を放つもベース踏み忘れでアウト。不合格と落ち込んでいたが、合格。背番号119番をゲット。それは「すぐにかっとなる二宮の火を消して欲しい」という川上監督の思い。
公式戦初打席で大洋・秋山登より本塁打を放つ。翌年のオープン戦で新人・柴田勲投手に自信を付けさせるべく、綿を抜いたミットを使ってブルペンで柴田の球を受ける。柴田は見事に復調するも、久保は手を故障して戦列離脱。一時は捕手生命を危ぶまれたが、相川のコーチにより回復。戦列離脱中に大田原と二宮の新魔球をめぐって口論となり、二宮の背番号を賭けてしまう。故郷へ帰った久保は二宮と共に練習を続け、やがて戦列に復帰する。阪神相手の完全試合では、村山実から三振を喫するも振り逃げで貴重な3点を叩き出す。二宮の肩の故障を見抜き、無理に登板しようとする二宮を制止するも、二宮の母の病気を知って押し切られる。全日本の捕手として二宮とバッテリーを組み出場。二宮の後を追うように品川代表に辞表を出して退団。
雪子
二宮の従妹。随所で機転を利かせて二宮を支える。家出をして花売り娘をしていたが、偶然多摩川グラウンド近くの巨人びいきの寿司店で長嶋、久保と食事をしていた二宮と再会。その場は走り去るが、その後に中日との開幕戦で試合前に再会。川上監督の計らいで「初代合宿ガール」に任命され、しばらく合宿所に滞在。
ヘンリー中川
二宮と同時期に大洋ホエールズ（当時）に入団した内野手。人間離れした脚力でゴロさえ打てば内野安打にしてしまう。二宮の魔球を見事に打つ。
大田原一郎
内野手。阪神入団が決まっていたのにスカウトに来た二宮を欺いて魔球を投げさせ、怒りを買う。久保と二宮の背番号を賭けて見事に新魔球を打ち、二宮は戦列を離脱することになる。
寿楽寺陣内
大田原を採り損なった二宮、久保が川上の指令を受けてスカウトした釜が崎在住の巨漢投手。しかし、キャンプに向かう急行「西海」の食堂車で、二人が目を離した隙に謎の男が差し出した中日との契約書にサインをしてしまう。事実を知った中日の監督濃人渉はキャンプ地を訪れ、その契約は無効であると認めたが、寿楽寺は尊敬する前年の新人王・権藤博のチームへの入団を希望。川上も了承する。ゴロしか取れないことなどから投手失格、捕手としてデビューする。その試合で二宮が焦って投げたシュートをスタンドに叩き込んだ。
寿楽寺ミサ
陣内の妹。強烈なおてんばで、陣内が巨人ではなく中日に入り、しかも二軍に落とされたことを知ってロッカールームに乗り込み、二宮をぼこぼこにする。その後、合宿所を訪れ久保と取っ組み合いのけんかをする。その様子を見た別所コーチがミサを二宮のガールフレンドと思い、川上監督に耳打ち、二宮とミサが真っ赤になって慌てる一幕も。暫く合宿所に滞在し、やがて大阪に帰る。

## 「巨人の星」への影響
漫画評論家である夏目房之介は、著書『消えた魔球 熱血スポーツ漫画はいかにして燃えつきたか』（双葉社、1991年）において、本作が後の「巨人の星」（1966年〜1971年）に大きな影響を与えていると指摘し、「はっきりいって『巨人の星』は『ちかいの魔球』のいただきです」と述べている。作中に登場する魔球の内容に加え、主人公がジャイアンツ所属の左投げ投手である点、主人公が魔球の開発にばかり執心な点、クライマックスで完全試合達成のために魔球を投げすぎて倒れる点、ライバルのバッターがタイガース所属で長髪が特徴な点など、両作品の内容は非常に似通っている。また、梶原一騎自身、『巨人の星』は『ちかいの魔球』を想定し、それを超えるべく作られた漫画であることを認めている。
ただし、『巨人の星』の主人公である星が親（一徹）やかつての相棒（伴）と別れ、最後は破滅的な結末を迎えるのに対し、本作品の主人公である二宮は最後まで久保と行動をともにし、引退後は指導者へ転じるなど、この2者の描写には違いが見られる。夏目房之介は『巨人の星』において原作者の梶原一騎が付け加えた要素こそが、『巨人の星』を『巨人の星』たらしめたことも同時に指摘している。また、梶原一騎は自分が原作で想定していた物を超える絵を川崎のぼるが描いてきたことにより、物語がエスカレートしていったとも語っている。